# Sokushinbutsu

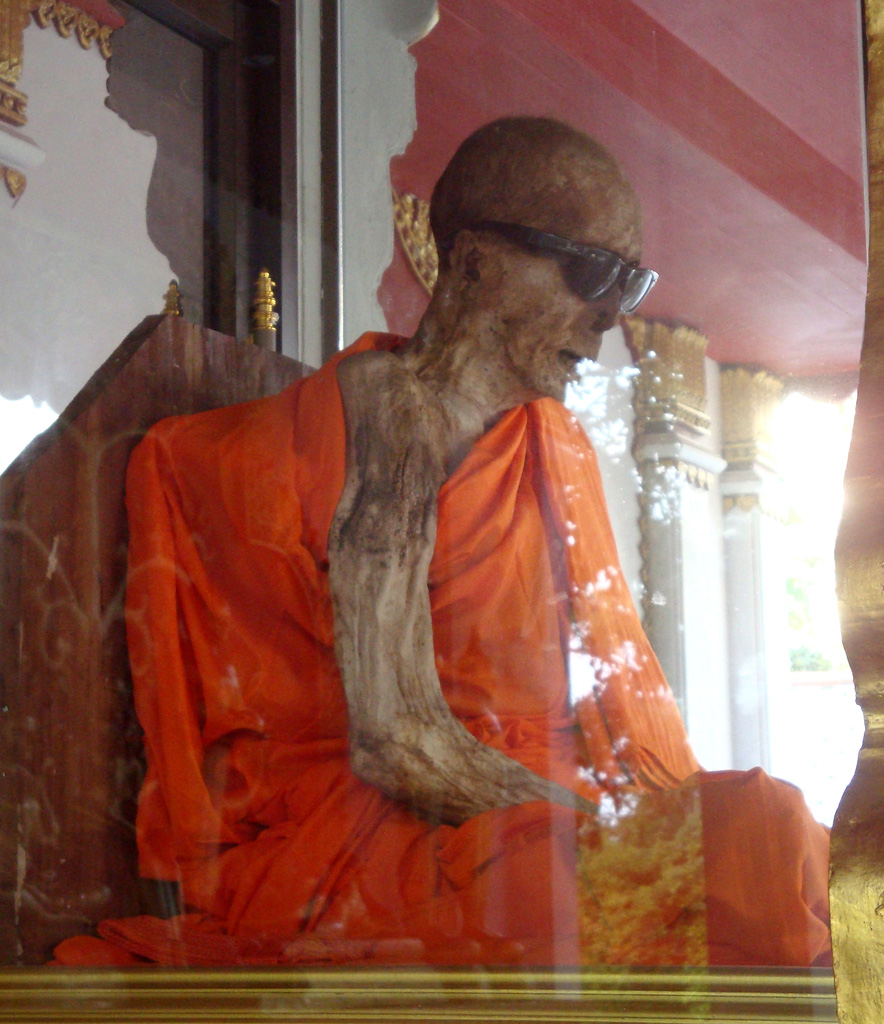
Sokushinbutsu del monaco buddista Luang Pho Daeng nel tempio di Wat Khunaram, Ko Samui, Thailandia

Lo sokushinbutsu o sokushin-jōbutsu  (即身仏? lett. "Buddha nel suo stesso corpo") è un rituale religioso buddista, praticato a partire dall'XI secolo da svariati monaci giapponesi i quali, attraverso una lunga e dolorosa preparazione mentale, fisica e alimentare, che culminava con la morte, predisponevano volontariamente il proprio organismo a un processo di "automummificazione". A differenza di altre tecniche di conservazione del corpo, come ad esempio quelle in uso nell'Antico Egitto, in questo caso la preparazione alla mummificazione avveniva mentre colui che vi si sottoponeva era ancora in vita.

## Le fasi del rituale
Il processo (入定?, nyūjō) si divide in tre fasi, ciascuna delle quali dura mille giorni; ogni fase è caratterizzata da privazioni progressivamente crescenti, accompagnate da esercizio fisico e meditazione. Attraverso il percorso dello sokushinbutsu si mette alla prova la resistenza, non solo fisica, di colui che vi si sottopone, determinando profondi cambiamenti anche nell'assetto mentale, attraverso un processo di quasi sei anni.

### Prima fase
Durante la prima fase del percorso, il monaco si reca in una valle chiamata Senninzawa (lett. "Palude degli immortali"), ove pratica una vita di meditazione e duro esercizio fisico, ma nutrendosi secondo una dieta estremamente limitata, basata sull'acqua e sulle noci e i semi che riesce a trovare nei boschi, per perdere massa grassa.

### Seconda fase
La fase successiva prevede che il monaco, che durante i precedenti mille giorni ha già eliminato quasi completamente i grassi corporei, intraprenda una dieta ancora più deprivante, nutrendosi soltanto di piccole quantità di corteccia, aghi e radici di conifere, sempre mantenendo il corpo e la mente in attività, attraverso esercizio fisico e meditazione. Questo tipo di dieta, unitamente al costante esercizio fisico, comporta una drastica perdita di peso e determina una lenta e progressiva sproporzione nel bilancio idrico. All'approssimarsi della conclusione dei mille giorni di questa seconda fase, il monaco inizia inoltre ad assumere un tè tossico a base di urushi (Toxicodendron vernicifluum), una pianta velenosa la cui linfa era generalmente utilizzata per laccare le ceramiche. Il tè tossico provoca forte nausea, sudorazione e diuresi, quindi ulteriore perdita di liquidi. In più, sia i tessuti interni sia l'epidermide assorbono la tossina, diventando a loro volta talmente tossici da rendere il corpo, una volta cadavere, repellente per le larve e gli altri insetti che se ne ciberebbero.

### Terza fase
Terminati i mille giorni della seconda fase, il terzo e ultimo passaggio prevede che il monaco entri in una cripta in pietra, grande a malapena per contenerne il corpo nella posizione del loto. Dopodiché la cripta è sigillata, e solo una cannula di bambù garantisce il ricambio d'aria. All'interno della camera il monaco, privo di cibo e acqua, può solo trascorrere gli ultimi giorni in meditazione, facendo risuonare di tanto in tanto una campanella che ha portato con sé, mentre fuori altri monaci vegliano in attesa del giorno in cui questa campanella cesserà di suonare. La cannula di bambù viene allora rimossa e la cripta è sigillata ermeticamente, lasciando agonizzare il monaco stremato in un ambiente a scarso contenuto di ossigeno. La cripta rimane chiusa per altri mille giorni, al termine dei quali è riaperta per constatare se il percorso sia stato compiuto con successo. Se nel cadavere avranno avuto luogo processi putrefattivi, si eseguirà immediatamente un esorcismo rituale, al termine del quale la cripta sarà nuovamente sigillata e il monaco, anche se non potrà essere considerato un Buddha, sarà comunque rispettato e ammirato per il durissimo percorso di privazioni intrapreso. Viceversa, se il cadavere del monaco risulterà mummificato, il rituale per raggiungere la condizione di Buddha sarà considerato compiuto con successo, e il corpo mummificato sarà subito oggetto della più profonda venerazione.

## Origini e diffusione
Le basi della pratica dello sokushinbutsu, le cui origini vanno fatte risalire al buddismo tantrico della scuola Shingon, risiedono in una concezione massimalista del percorso per raggiungere il Nirvana, al quale si accede attraverso una durissima preparazione, costituita da un lungo periodo di esercizi e privazioni estremamente dolorose. Fine ultimo del percorso religioso è il raggiungimento del Bodhi, ovvero il divenire Buddha. In Giappone il rituale dello sokushinbutsu appare circoscritto esclusivamente ai membri della setta Shugen-dō della scuola Shingon.
È stato ipotizzato che la pratica dell'automummificazione abbia avuto origine in Cina, durante la dinastia Tang, come parte di un complesso rituale tantrico di autopurificazione, poi trasmesso in Giappone da Kūkai, il fondatore della scuola Shingon (lo stesso Kūkai, all'approssimarsi della morte, avrebbe cessato di bere e di mangiare, dedicandosi esclusivamente alla meditazione, intraprendendo quindi una forma embrionale di sokushinbutsu).
A favore dell'origine cinese dello sokushinbutsu, è stato evidenziato che sia l'astensione rituale dal consumo dei sei cereali (穀断ち?, kokudachi), sia il nutrirsi di legno (木食行?, mokujikigyō) sono pratiche religiose di matrice taoista, basate a loro volta sulla "dottrina dei Tre Vermi" (三虫S, sanchongP), i quali vivrebbero dentro al corpo ed accelererebbero l'invecchiamento, soprattutto in presenza del loro cibo preferito, i cereali.
Peraltro, anche nell'antichissima filosofia ascetica indiana del Giainismo è contemplata la pratica dello Sallekhana, che prevedeva di affrontare volontariamente la morte all'avvicinarsi di questa.
Benché il Buddismo, perlomeno nella sua concezione originale, rigetti l'ascetismo, sia la scuola Mahāyāna, sia successivamente la scuola Vajrayana conferirono grande importanza alla disciplina interiore e all'estraniamento, anche attraverso percorsi di privazioni auto imposte, al fine del raggiungimento dell'illuminazione (Bodhi), concetti portati alle estreme conseguenze anche praticando suicidi rituali, probabili prodromi del rito dello sokushinbutsu vero e proprio.
Anche se la pratica fu intrapresa, nel corso dei secoli, da diverse centinaia di monaci, i corpi di solo 24 di questi sono giunti fino ai giorni nostri, mentre per quanto riguarda tutti gli altri, è da ritenere che non riuscirono a portare a compimento il percorso culminante con l'automummificazione. La massima diffusione del rituale è registrata nel territorio della prefettura di Yamagata, con particolare concentrazione nella zona sacra delle Tre montagne di Dewa, dove si trovano diversi templi buddisti che conservano alcuni dei corpi di coloro che terminarono con successo il processo di mummificazione, venerati come divinità dai fedeli della religione buddista. La legislazione giapponese già a partire dal 1877 (periodo Meiji) ha proibito l'esercizio di tale pratica, anche se l'ultimo monaco che l'ha intrapresa è deceduto nel 1903, portando a compimento il rituale. Durante un processo tenutosi in Giappone per frode ai danni dello stato, lo sokushinbutsu è stato addotto come giustificazione da una famiglia che aveva continuato a percepire per 30 anni la pensione di un proprio congiunto deceduto negli anni settanta.
Con riferimento alla dottrina buddista, ulteriori esempi di automummificazione rituale sono stati recentemente scoperti in Tibet e in Mongolia. Il corpo mummificato di un monaco è stato inoltre scoperto all'interno di una statua di Buddha proveniente dalla Cina, dopo che questa era stata esaminata mediante raggi X.
Stando ad Erika Fatland le sokushinbutsu in Giappone sarebbero 16.

## Il significato dellosokushinbutsu
È da notare che, mentre nel Cristianesimo le pratiche della privazione (ascetismo) e dell'autopunizione (flagellazione) hanno in genere un significato meramente espiatorio, da raggiungere attraverso la mortificazione della carne, lo sokushinbutsu buddista va considerato partendo da presupposti completamente diversi. Il significato fondante della pratica dello sokushinbutsu risiederebbe nel concetto di Saṃsāra, inteso in senso buddista come condanna al ciclo eterno di morte e rinascita, a cui ci si può sottrarre solo trovando una via per raggiungere il Nirvana.

## Le ragioni scientifiche della mummificazione
Con riferimento al caso particolare dello sokushinbutsu, per molto tempo si è ritenuto che la mummificazione dei corpi fosse un processo da mettere esclusivamente in relazione con il lungo calvario rituale a cui si sottoponevano volontariamente i monaci. Le differenti fasi che costituiscono il percorso dello sokushinbutsu appaiono difatti mirate alla perdita, in modo lento e graduale, di ogni traccia di tessuto adiposo dal corpo, ed alla drastica riduzione dei liquidi corporei, in modo da eliminare i principali fattori di innesco dei fenomeni putrefattivi. Inoltre la fase finale, in cui il corpo viene posto a spirare in una angusta cripta a ridotto contenuto di ossigeno, risulta funzionale alla creazione di un ambiente anaerobico, in modo tale da evitare lo sviluppo di organismi batterici.
Posto che, con ogni probabilità, alla base della preparazione ed esecuzione del rituale siano stati presi in considerazione aspetti mutuati dalla vita quotidiana, come la conservazione dei cibi essiccati o disidratati, nonché l'osservazione dei processi putrefattivi nei cadaveri, in epoca recente è stato evidenziato che, nella prefettura di Yamagata, proprio nella zona sacra delle Tre montagne di Dewa (località dove si registra la più alta concentrazione di mummie), sono presenti diverse sorgenti, le cui acque, alle analisi chimiche, hanno rivelato livelli di arsenico talmente elevati da risultare quasi letali per l'organismo umano. Partendo da questa osservazione, è stata avanzata l'ipotesi che proprio nell'assunzione di acqua da tali fonti potrebbe risiedere la chiave del processo di mummificazione. Tecniche occidentali, come il cosiddetto metodo tranchiniano, prevedono esse stesse l'utilizzo di soluzioni a base di arsenico per ottenere la conservazione della salma.

## Esempi disokushinbutsu
Anche se il rituale è stato praticato con ogni probabilità già a partire dall'XI secolo, la mummia più antica che è giunta ai giorni nostri è quella del monaco Honmyōkai Shōnin (本明海上人?), che intraprese il nyūjō nell'anno 1683. Costui era il servitore di un signore feudale, che ad un certo punto della vita lasciò la famiglia per dedicarsi all'ascetismo, attraverso la pratica del mokujiki (lett. "nutrirsi di legno"), ovvero il rifiuto totale dei sei cereali, cibandosi soltanto di aghi e pigne di conifere, cortecce, noci ed occasionalmente anche di pietre e cristalli (elementi presenti anche nella ricerca dell'immortalità taoista della scuola di Lingbao).
All'interno del tempio di Ryūsuiji Dainichi-bō (瀧水寺大日坊?), nella città di Tsuruoka, è conservato il corpo di Daijuku Bosatsu Shinnyokai Shōnin (1687-1783), un monaco che realizzò lo sokushinbutsu all'età di 96 anni, dopo essersi dedicato all'ascetismo per la maggior parte della vita.